# Hauptstrasse 369
Die Hauptstrasse 369 ist eine Hauptstrasse im Schweizer Strassennetz. Sie verbindet die Ortschaft Goldau mit dem Kantonshauptort Schwyz.
Ihre östliche Teilstrecke entspricht einem Abschnitt der historischen Landstrasse von Schwyz an den Zürichsee.

## Verlauf
Im späten 19. Jahrhundert baute der Kanton Schwyz neue Verbindungsstrassen nördlich des Lauerzersees zwischen der Gegend von Arth und dem Kantonshauptort einerseits und dem Passübergang bei Sattel andererseits. Die Hauptstrasse 369 beginnt östlich von Goldau in der Gemeinde Arth nahe beim Gelände des Natur- und Tierparks Goldau. Sie zweigt von der Hauptstrasse 371 ab und quert danach die Bahnstrecke Biberbrugg–Arth-Goldau mit einem Niveauübergang.
Sie führt in östlicher Richtung neben den Gleisen der Gotthardbahn weiter und unterquert diese bei Rüthen. Auf einer kurzen Strecke liegt sie im Gemeindegebiet von Steinerberg. Neben der Autobahn A4 führt sie nahe am Nordufer des Lauerzersees vorbei und erreicht Steinen, wo sie in einer Unterführung nochmals die Gotthardbahn quert. In Steinen überquert sie mit einer Brücke die Steiner Aa. Am Dorfrand steht neben der Strasse die gotische Stauffacher-Kapelle (früher Heiligkreuz-Kapelle), ein geschütztes Kulturgut von Steinen.

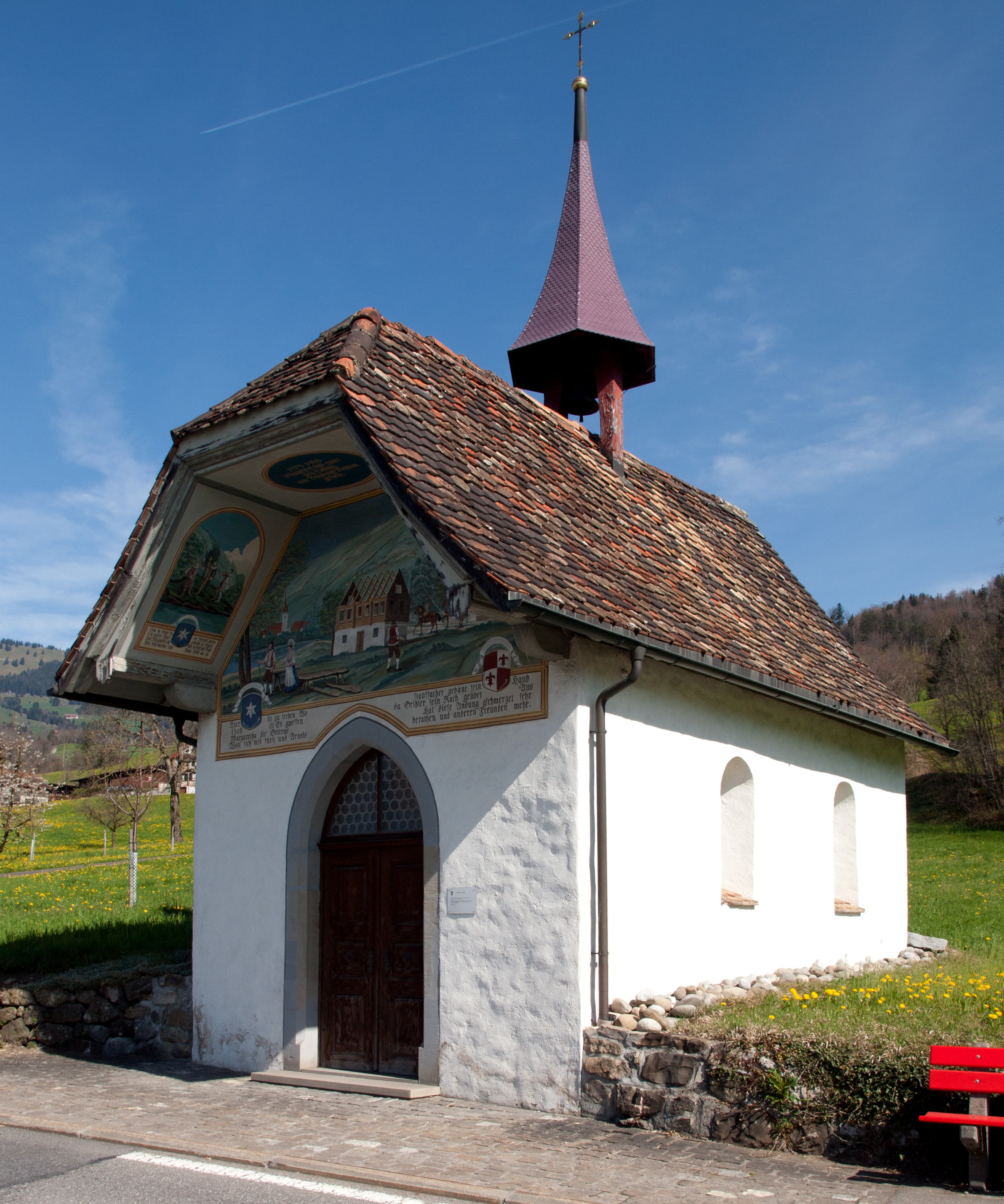
Stauffacher-Kapelle in Steinen

Die Strecke von Steinen nach Schwyz hatte eine grosse Bedeutung im älteren Strassennetz. Sie bildete einen Abschnitt der alten Landstrasse vom Zürichsee und vom Ägerisee nach Schwyz und nach Brunnen am Vierwaldstättersee. Erst mit dem Bau der «Schlagstrasse» (heute Teil der Hauptstrasse 8) von Schwyz nach Sattel im 19. Jahrhundert verlor Steinen die Stellung als Passfussort an der wichtigen Transitroute über Sattel und Rothenthurm.
Von Steinen aus verläuft die Hauptstrasse 369 unter dem Hangfuss am Spiegelberg und dem Haaggen in einiger Entfernung vom Lauerzersee  gegen Südosten. Sie überschreitet die Felsrippe «Platten» unter der Burgstelle «Ängiberg» mit einer markanten Kurve und erreicht dabei das Gemeindegebiet von Schwyz. Am Strassenrand stand dort früher das Gasthaus «Plattenrank». In gerader Richtung läuft die Strasse danach durch das Gebiet von Bogigen und östlich an Seewen vorbei, wo sie mit dem Autobahnzubringer der Hauptstrasse 8 verbunden ist und diesen kreuzungsfrei quert. Neben der Siechenbachbrücke steht ein historisches Wegkreuz. Im Grossfeld erreicht die Strasse das Siedlungsgebiet von Schwyz. Nach der Brücke über den Nietenbach mündet sie in die Schlagstrasse, den südlichen Abschnitt der Hauptstrasse 8.

## Öffentlicher Verkehr
Auf der Hauptstrasse verkehrt die Buslinie 502 der Auto AG Schwyz.

## Naturlandschaft
Die Strasse durchquert bei Goldau das national bedeutende Landschaftsschutzobjekt «Bergsturzgebiet von Goldau», das im Bundesinventar der Landschaften und Naturdenkmäler von nationaler Bedeutung (BLN) aufgeführt und als Geotop des Kantons Schwyz verzeichnet ist. Die vom Bergsturz von Goldau 1806 geprägte Landschaft neben der Strasse weist vielfältige natürliche Lebensräume und Waldgemeinschaften auf.
Bei Steinen verlaufen die Hauptstrasse und daneben die Autobahn am Rand des Schutzgebiets «Sägel-Lauerzersee», eines BLN-Objekts und einer national bedeutenden Moorlandschaft mit einem wichtigen Amphibienlaichgebiet.